# دیر البرشا

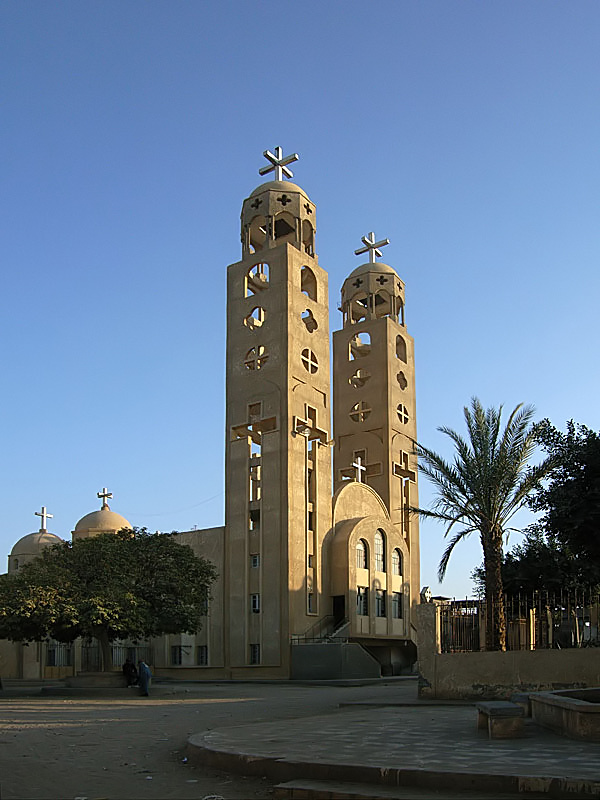
دیر البرشا

دیر البرشا (به عربی: دیر البرشا) یک روستا و محوطه باستانی در مصر است که در استان منیا واقع شده‌است.